# Kob (antilope)
De kob (Kobus kob) is een oranjekleurig tot bruine Afrikaanse antilope uit het geslacht der waterbokken (Kobus). die voorkomt van Gambia tot Oeganda en Ethiopië. De mannetjes verdedigen in groepen een territorium, terwijl vrouwtjes en kalveren afzonderlijke groepen vormen. Deze soort is nauw verwant aan de poekoe (Kobus vardoni).

## Anatomie
De kob is een middelgrote antilope met een rond en gespierd lichaam en nek. Hij heeft een schouderhoogte van 70 tot 100 cm en een gewicht van 80 tot 100 kg. Hij heeft een korte vacht. Op de rug is de vacht oranjekleurig tot gelig bruin, naar onderen wordt hij lichter. Vrouwtjes zijn roodachtig of gelig okerkleurig, mannetjes zijn rossig of licht geelbruin tot zwart. De poten zijn wit. De kob heeft witte ringen rond de ogen en een zwarte streep op de onderbenen van de voorpoten, vlak onder de knieën. Op de keel heeft de kob een witte vlek. De binnenzijde van de oren is wit. De staart eindigt in een zwarte pluim.
De mannetjes hebben korte, gebogen, liervormige hoorns met een lengte van de rond de 50 cm, maximaal tot 70 cm. Deze zijn zeer geringd.

## Leefgebied
De kob komt voor op de noordelijke savannes, van Senegal tot West-Ethiopië en de kust van het Victoriameer. Hij komt uitsluitend voor in vochtige graslanden (zoals in de omgeving van rivieren die in het regenseizoen buiten hun oevers treden), zowel in open savannes als in licht beboste gebieden, laagvlakten en licht golvend terrein.

## Leefwijze
Hij heeft een voorkeur voor gebieden met een lage begroeiing. Hun dieet bestaat uit gras en kruiden. Soms eten ze ook waterplanten. De kob is het grootste deel van de dag actief, maar houdt meestal een rustperiode op het warmste gedeelte van de dag. Een enkele keer is waargenomen dat de soort zelfs rond deze tijd actief is.
Kobs leven in groepen van ofwel vrouwtjes en kalveren ofwel alleen mannetjes. Deze groepen variëren doorgaans in grootte van vijf tot veertig dieren, maar op sommige plaatsen zijn groepen van meer dan duizend exemplaren waargenomen. Bij gevaar rennen de kobs als een grote groep weg, waardoor kleinere predatoren geen kans krijgen. Grotere predatoren als leeuwen zijn in het open leefgebied al van verre te zien en maken hierdoor eveneens zelden een kans.
Mannetjes leven in territoria van maximaal vijftig ha en vechten regelmatig met elkaar. Vrouwtjes bewegen zich vrij door deze territoria.
Mannetjes die willen paren, verzamelen zich in groepen van maximaal veertig dieren, waar ze in een gebied van 1 ha groot hun eigen kleine territoria vestigen, "arena's" genaamd. De stimulus om zich gezamenlijk te vestigen op zo'n klein plekje is de urine van vrouwtjes in oestrus. Ook vrouwtjes worden aangetrokken door deze plekken. Door het continue vechten om territoria en het vele paren zijn de mannetjes snel uitgeput. Vergelijkbaar gedrag is ook waargenomen bij andere antilopen als de lierantilope en de litschiewaterbok. Mannetjes jonger dan drie jaar zijn nog niet sterk genoeg om een territorium te vestigen en te behouden.

## Voortplanting
Na een draagtijd van acht maanden wordt één kalf geboren, dat zich de eerste zes weken schuilhoudt in het gras, waarna het zich voegt bij zijn moeder in de kuddes. Vrouwtjes zijn na een jaar geslachtsrijp.

## Ondersoorten
Er is een aantal ondersoorten:
- Kobus kob kob (Senegal tot Nigeria))
- Kobus kob leucotis (Sudd-gebied in Zuid-Soedan)
- Kobus kob loderi (Nigeria tot Zuid-Soedan)
- Kobus kob thomasi (Oeganda, Noordoost-Congo-Kinshasa)